# San Calixto
San Calixto est une municipalité située dans le département de Norte de Santander en Colombie.